# SS-WVHA-rättegången
SS-WVHA-rättegången, tyska Prozess gegen das Wirtschafts- und Verwaltungshauptamt der SS, officiellt The United States of America vs. Oswald Pohl, et al., var en rättegång vid vilken Oswald Pohl och sjutton andra SS-officerare anställda vid SS-Wirtschafts- und Verwaltungshauptamt stod åtalade. Rättegången, som hölls inför en amerikansk militärdomstol i Nürnberg, varade från den 8 april till den 3 november 1947.

## Åtalspunkter
1. Deltagande i en allmän plan att begå krigsförbrytelser och brott mot mänskligheten
2. Krigsförbrytelser begångna genom administrationen av koncentrationsläger och förintelseläger
3. Brott mot mänskligheten, inklusive slavarbetskraft
4. Medlemskap i en kriminell organisation, det vill säga Schutzstaffel (SS)

## Åtalade
| Åtalad             | Tjänstegrad            | Skyldig enligt anklagelsepunkt | Straff                                                                              |
| ------------------ | ---------------------- | ------------------------------ | ----------------------------------------------------------------------------------- |
| Johannes Baier     | SS-Oberführer          | II, III, IV                    | 10 års fängelse, frisläppt 1951                                                     |
| Hanns Bobermin     | SS-Obersturmbannführer | II, III, IV                    | 20 års fängelse, omvandlat till 15 års fängelse                                     |
| Franz Eirenschmalz | SS-Standartenführer    | II, III, IV                    | Dödsstraff, omvandlat till 9 års fängelse                                           |
| Heinz Fanslau      | SS-Brigadeführer       | II, III, IV                    | 25 års fängelse, omvandlat till 20 års fängelse                                     |
| August Frank       | SS-Obergruppenführer   | II, III, IV                    | Livstids fängelse, omvandlat till 15 års fängelse                                   |
| Hans Hohberg       | Ej medlem i SS         | II och III                     | 10 års fängelse, frisläppt 1951                                                     |
| Max Kiefer         | SS-Obersturmbannführer | II, III, IV                    | Livstids fängelse, omvandlat till 20 års fängelse, frisläppt 1951                   |
| Horst Klein        | SS-Obersturmbannführer |                                | Frikänd                                                                             |
| Georg Lörner       | SS-Gruppenführer       | II, III, IV                    | Dödsstraff, omvandlat till livstids fängelse, senare omvandlat till 15 års fängelse |
| Hans Lörner        | SS-Oberführer          | II, III, IV                    | 10 års fängelse, frisläppt 1951                                                     |
| Karl Mummenthey    | SS-Obersturmbannführer | II, III, IV                    | Livstids fängelse, omvandlat till 20 års fängelse                                   |
| Oswald Pohl        | SS-Obergruppenführer   | I, II, III, IV                 | Dödsstraff, avrättad den 7 juni 1951                                                |
| Hermann Pook       | SS-Obersturmbannführer | II, III, IV                    | 10 års fängelse, frisläppt 1951                                                     |
| Rudolf Scheide     | SS-Standartenführer    |                                | Frikänd                                                                             |
| Karl Sommer        | SS-Sturmbannführer     | II, III, IV                    | Dödsstraff, omvandlat till livstids fängelse, senare omvandlat till 20 års fängelse |
| Erwin Tschentscher | SS-Standartenführer    | II, III, IV                    | 10 års fängelse, frisläppt 1951                                                     |
| Josef Vogt         | SS-Standartenführer    |                                | Frikänd                                                                             |
| Leo Volk           | SS-Hauptsturmführer    | II och III                     | 10 års fängelse, omvandlat till 8 års fängelse                                      |